# Madhuca smitinandii
Madhuca smitinandii är en tvåhjärtbladig växtart som beskrevs av Chantaranothai. Madhuca smitinandii ingår i släktet Madhuca och familjen Sapotaceae. Inga underarter finns listade i Catalogue of Life.